# Scopesis flavopicta
Scopesis flavopicta là một loài tò vò trong họ Ichneumonidae.